# Поєнарі (Нямц)
Поєнарі (рум. Poienari) — село у повіті Нямц в Румунії. Входить до складу комуни Поєнарі.
Село розташоване на відстані 283 км на північ від Бухареста, 57 км на схід від П'ятра-Нямца, 46 км на південний захід від Ясс.

## Населення
За даними перепису населення 2002 року у селі проживали 1076 осіб. Усі жителі села рідною мовою назвали румунську.
Національний склад населення села:
| Національність | Кількість осіб | Відсоток |
| -------------- | -------------- | -------- |
| румуни         | 1061           | 98,6%    |
| цигани         | 15             | 1,4%     |